# Xenosaurus phalaroantheron
Xenosaurus phalaroantheron — вид ящірок, представник роду Ксенозавр родини Ксенозаврів.

## Опис
Загальна довжина цього ксенозавра сягає 14 см. Спостерігається статевий диморфізм — самиця більше за самця. Голова витягнута, середнього розміру, тулуб трохи плаский, хвіст довгий та тонкий. Луска спина та черева дрібна, зверху має дрібні горбинки або плямочки. Колір шкіри коричневого кольору, черево має сірувате забарвлення.

## Спосіб життя
Полюбляє скелясті та кам'янисті місцини. Вдень ховається серед каміння або під деревами. Активний вночі. Харчується здебільшого мурахами та іншими комахами.
Це яйцеживородна ящірка. Самиця народжує 2 дитинчат. Вагітність триває до 3 місяців.

## Розповсюдження
Це мексиканський ендемік. Переважно мешкає у штаті Оахака.